# 三信商業銀行
三信商業銀行（英語：COTA Bank），簡稱三信商銀或三信，是一間總部設在臺灣臺中市的小型商业银行，前身為“臺中市第三信用合作社”。
目前在臺北市、新北市、桃園市、新竹市、臺中市、彰化縣、臺南市、高雄市共設有32家分行，至2021年3月止，其員工人數為1143人。

## 歷史

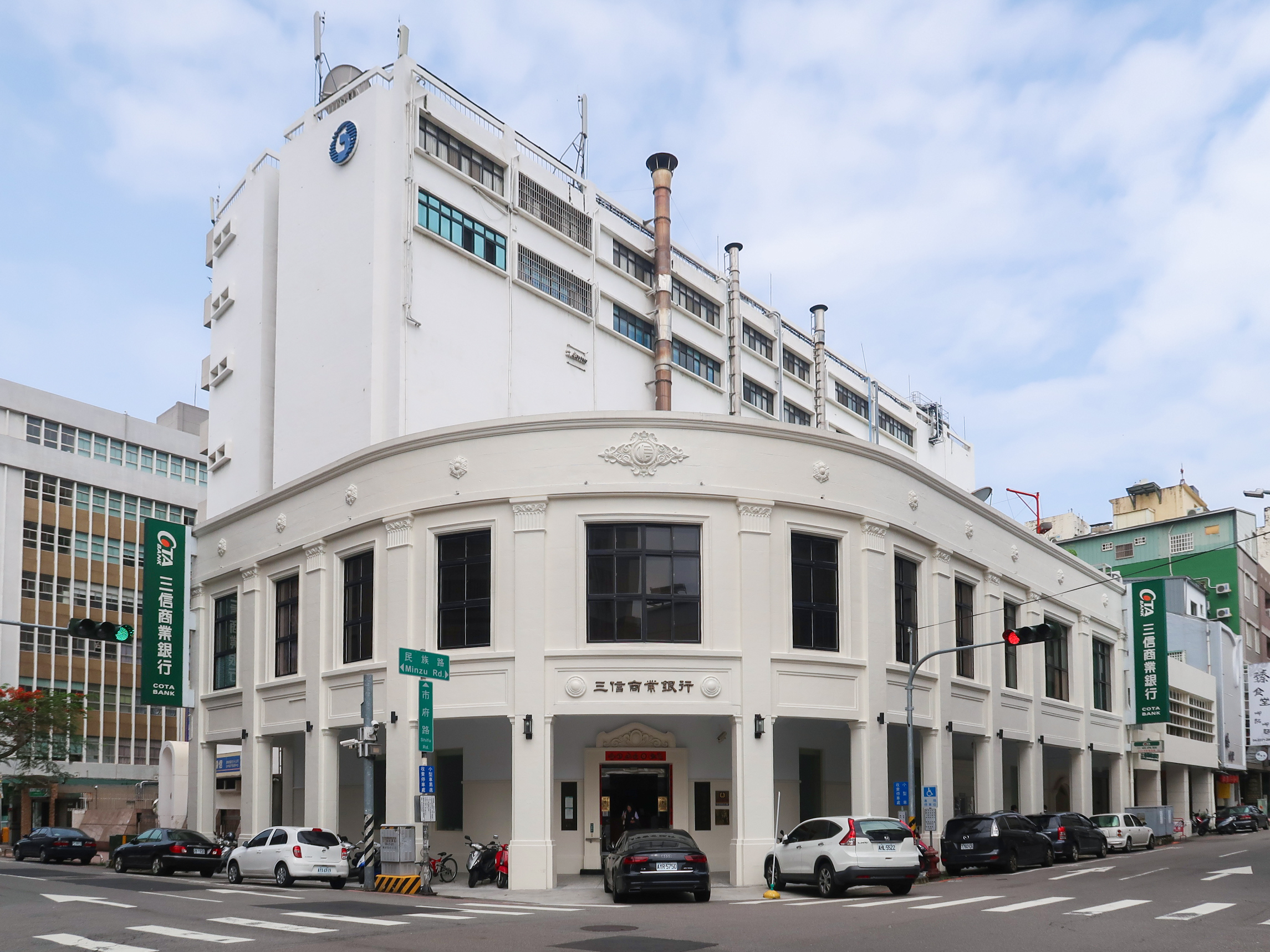
三信商業銀行台中分行

三信商銀前身為成立於1915年的「有限責任臺中信用組合」，設址於臺中街613番地，最初設立的目的為服務台灣日治時期在臺之日本人；1924年購置現總行位置土地後，於1938年遷至現址。1934年後開始讓臺籍民眾參與，但在當時仍僅佔全體社員約百分之七左右。
1945年台灣進入臺灣戰後時期並由中華民國統治，因而在1946年被改組為「有限責任臺中市第三信用合作社」，同時因在台日本人陸續被遣回日本，日籍社員持有之股份於1948年完成清理。1963年再度更名為「保證責任臺中市第三信用合作社」。
在1995年時，曾是當時全台灣最賺錢的信用合作社，在當年財政部頒布「信用合作社變更組織為商業銀行之標準及辦法」後，便開始規劃改制，並於1999年1月1日完成改制為「三信商業銀行」。
2006年以新台幣3.4億元合併「豐原信用合作社」。
2015年國票金控公開收購三信商銀股權，對三信商銀發動敵意併購，但最終未能成功。

## 相關連結
- 官方网站